# Métal noble
Un métal noble est un métal qui résiste à la corrosion et à l'oxydation. Notamment, c'est un métal qui ne peut pas être dissous par une solution d'un acide seul. En revanche, la plupart de ces métaux sont dissous par « l'eau régale ».

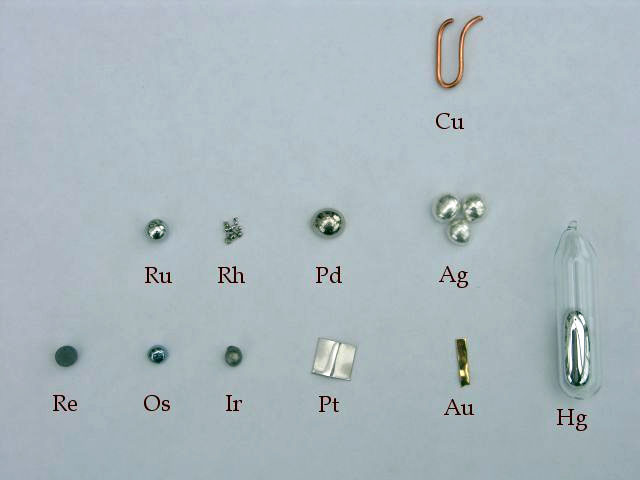
Collection de métaux nobles (incluant le cuivre, le rhénium et le mercure dans une acceptation plus large de cette famille) placés selon leur position dans le tableau périodique.

Les métaux nobles sont au nombre de huit : l'or (Au), l'argent (Ag), le platine (Pt), le palladium (Pd), l'iridium (Ir), le rhodium (Rh), l'osmium (Os) et le ruthénium (Ru), auxquels on rajoute parfois, par extension, le cuivre (Cu), le rhénium (Re) et  le mercure (Hg).
La noblesse d'un métal est directement liée au potentiel d'oxydo-réduction du couple oxyde/métal.
Dans le domaine de la construction métallique et de la mécanique, les métaux nobles sont, entre autres, les aciers inoxydables, le titane, le zirconium, le tantale.